# Chindon'ya

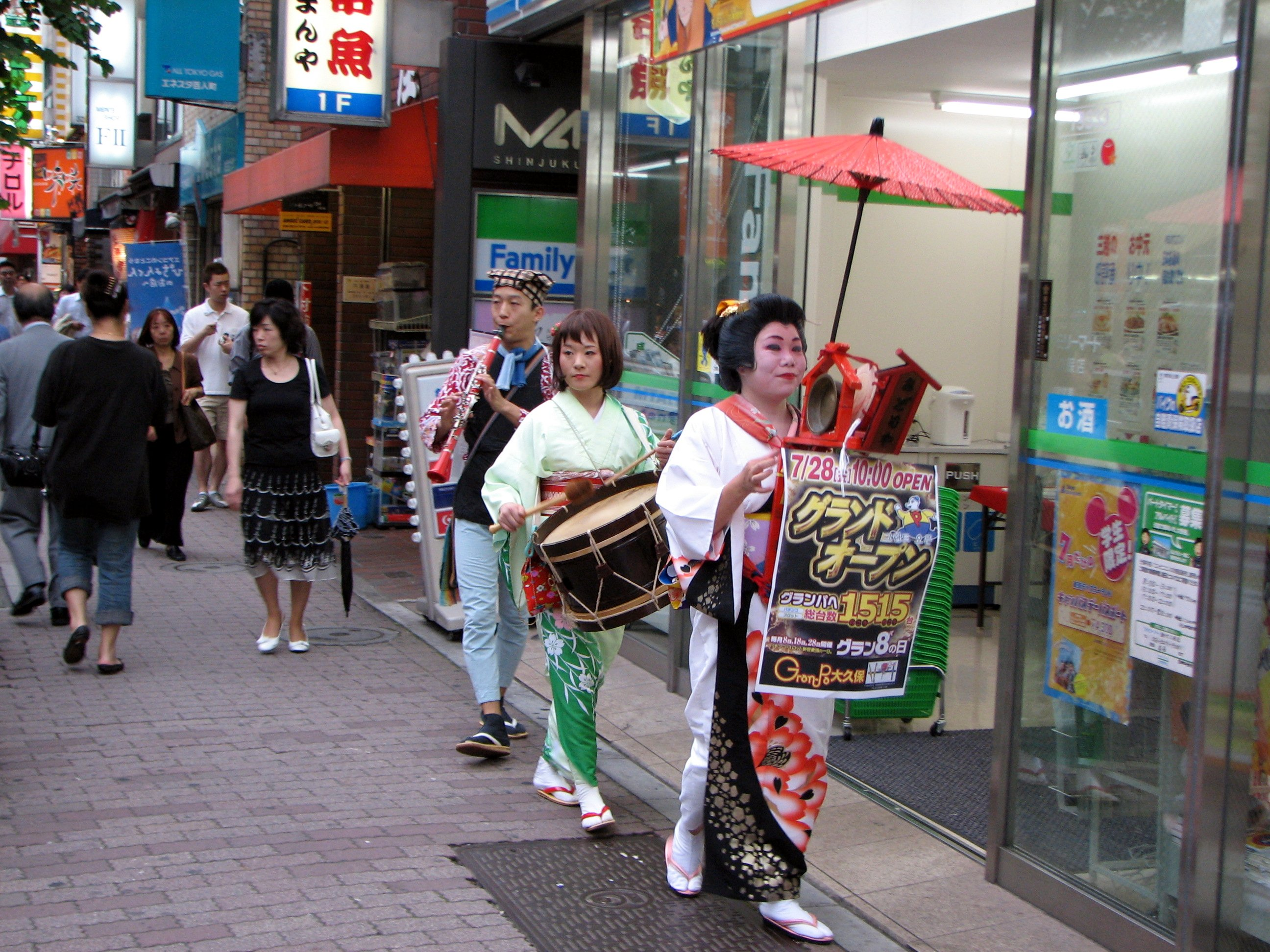
Musiciens de chindon'ya dans le quartier Ōkubo, à Shinjuku (Tokyo).

Le chindon'ya (チンドン屋), parfois abrégé en chindon et également appelé tōzaiya (东西屋) et hiromeya (ひろめや／披露目屋／広目屋) est un genre et un ensemble musical apparu au début du XXe siècle au Japon.
Hérité de la danse jinta qui se pratiquait sur une imitation des fanfares militaires, il est né à des fins commerciales, puisqu'il avait vocation de communiquer certains événements, à la manière d'une parade de cirque. Devenu désuet, on en rencontre encore dans les vieux quartiers de Tokyo et dans les parcs, où ils divertissent toujours les Japonais.
Il est généralement formé de trois musiciens dont souvent des femmes : un saxophoniste ou un clarinettiste, un joueur de grosse caisse ou cymbales et un chanteur joueur de banjo, qui sont parfois influencés par les brass bands de jazz. 